# サニーあなたの番よ!
『サニーあなたの番よ!』（サニーあなたのばんよ!）は、佐藤まり子作・名木田恵子原作による日本の漫画作品。
『なかよし』（講談社）にて1978年1月号から同年10月号まで連載された。

## 書誌情報
- 『サニーあなたの番よ!』（講談社コミックスなかよし）初版発行日 1978年12月5日